# Agape Italia
Agape Italia è la branca italiana della para-chiesa protestante americana Cru, precedentemente conosciuta come "Campus Crusade for Christ". In passato, in Italia ha anche utilizzato il nome di "Studenti italiani per Cristo". Aiuta concretamente i bisognosi, sosteniamo con amore le famiglie, guidiamo gli studenti seguendo l’esempio di Gesù. L'organizzazione non va confusa con gruppi italiani preesistenti che contengono la parola "Agape" nei rispettivi nomi, tra cui il centro ecumenico di Agape.

## Nascita dell'organizzazione
Campus Crusade for Christ (oggi Cru) è stata fondata nel 1951 dall'uomo d'affari statunitense Bill Bright all'interno dell'Università della California di Los Angeles e si è successivamente estesa ad altre località, anche al di fuori degli Stati Uniti. Nel 1978 dichiara come risultato tre milioni e mezzo di membri in cento paesi stranieri. L'anno seguente, l'organizzazione realizza il film "Jesus", distribuito in tutto il mondo e doppiato in decine di lingue. Benché nata come para-chiesa rivolta agli universitari, ha successivamente diversificato le proprie attività in altri settori, creando nuove branche e associazioni con nomi differenti ma sempre coordinate dall'organizzazione principale.